# Regeringen von Fieandt
Regeringen von Fieandt var Republiken Finlands 42:a regering. Ministären regerade i egenskap av expeditionsregering från 29 november 1957 till 26 april 1958. Den opolitiska tjänstemannaregeringen som leddes av bankmannen Rainer von Fieandt fälldes av en interpellation och ersattes av en annan tjänstemannaregering.

## Ministrar
| Minister                                                                                             | Ämbetsperiod                                                     | Parti                      |
| --- | ---------------------------------------------------------------- | -------------------------- |
| Statsminister Rainer von Fieandt Reino Oittinen, ställföreträdare                                    | 29 november 1957–26 april 1958                                   | opolitisk (SDP)            |
| Utrikesminister P.J. Hynninen                                                                        | 29 november 1957–26 april 1958                                   | opolitisk                  |
| Justitieminister Kurt Kaira                                                                          | 29 november 1957–26 april 1958                                   | opolitisk                  |
| Inrikesminister Urho Kiukas                                                                          | 29 november 1957–26 april 1958                                   | opolitisk                  |
| Försvarsminister Kalle Lehmus                                                                        | 29 november 1957–26 april 1958                                   | opolitisk (SDP)            |
| Finansminister Lauri Hietanen                                                                        | 29 november 1957–26 april 1958                                   | opolitisk                  |
| Minister i finansministeriet Ahti Karjalainen                                                        | 29 november 1957–26 april 1958                                   | opolitisk (Agrarförbundet) |
| Undervisningsminister Reino Oittinen                                                                 | 29 november 1957–26 april 1958                                   | opolitisk (SDP)            |
| Jordbruksminister Hans Perttula                                                                      | 29 november 1957–26 april 1958                                   | opolitisk                  |
| Minister för kommunikationsväsendet och allmänna arbetena Aku Sumu Paavo Kastari                     | 29 november 1957–28 februari 1958 28 februari 1958–26 april 1958 | opolitisk (SDP) opolitisk  |
| Minister i ministeriet för kommunikationsväsendet och allmänna arbetena Paavo Kastari Erkki Lindfors | 29 november 1957–28 februari 1958 28 februari 1958–26 april 1958 | opolitisk (SDP)            |
| Handels- och industriminister Lauri Kivekäs                                                          | 29 november 1957–26 april 1958                                   | opolitisk                  |
| Socialminister Heikki Waris                                                                          | 29 november 1957–26 april 1958                                   | opolitisk                  |
| Minister i socialministeriet Erkki Lindfors                                                          | 30 december 1957–26 april 1958                                   | opolitisk (SDP)            |